# 田谷充実
田谷 充実（たや じゅうじつ、1902年7月27日 - 1963年2月27日）は、石川県能美郡山上村（旧山口村、旧辰口町を経て現在の能美市）火釜出身の政治家。石川県知事（2期 第46-47代）公選では2人目。

## 経歴
1928年、京都帝国大学法学部卒。全国指導農業協同組合副会長、農林中央金庫評議員、石川県農業協同組合中央会会長などを経て、1955年2月20日第3回石川県知事選挙で現職の柴野和喜夫を破り、初当選する。1959年2月8日の第4回石川県知事選挙で再選。石川県知事を2期務め、1963年2月19日知事を退任した（後任は中西陽一）。知事退任直後の2月27日に死去した。